# Botanical Society of America
La Botanical Society of America (BSA) è un'associazione no profit di botanici professionisti, cultori, ricercatori, educatori e studenti di più di 80 nazioni del mondo.

## Storia
La Società nacque nel 1893 dal Botanical Club of the American Association for the Advancement of Science in un meeting tenutosi a Rochester il 22 agosto 1892.
I principi organizzativi della BSA vertevano sullo studio delle piante del Nord America.
Nel 1906, l'organizzazione si fuse con la Society for Plant Morphology and Physiology e l'American Mycological Society.

## Sezioni della BSA
La Società ha 16 sezioni tematiche:
- Briologica e Lichenologica
- Evoluzionistica e Strutturale
- Ecologica
- Economica
- Genetica
- Storica
- Microbiologica
- Micologica
- Paleobotanica
- Ficologica
- Fisiologica
- Fitochimica
- Pteridologica
- Sistematica
- Insegnamento
- Biologia tropicale

Ed ha anche sezioni regionali: Nord-occidentale, Mediocontinentale, Sud-orientale e Pacifico.

## Presidenti
Le seguenti persone sono state presidenti della società:
- William Trelease - Direttore del Missouri Botanical Garden e primo presidente della Società
- Nathaniel Lord Britton - Cofondatore del New York Botanical Garden
- Margaret Clay Ferguson - Capo Dipartimento di Botanica al Wellesley College
- William Francis Ganong - Storico e cartografo Nuovo Brunswick
- Albert S. Hitchcock - Capo botanico del USDA
- William Chambers Coker - Fondatore del Coker Arboretum all'University of North Carolina
- Katherine Esau - National Medal of Science
- Vernon Cheadle - Cancelliere dell'University of California, Santa Barbara
- Peter H. Raven - Direttore del Missouri Botanical Garden

## Pubblicazioni
La Società pubblica le seguenti riviste scientifiche:
- American Journal of Botany, dal 1914
- Plant Science Bulletin, dal 1955